# ドイツ数学会
ドイツ数学会（ドイツすうがくかい、ドイツ語: Deutsche Mathematiker-Vereinigung, 略称：DMV）は、ドイツの数学会。1890年9月18日創立。
ゲオルク・カントールは創立者の一人であり、彼の功績を称え同会はカントール・メダルを授与している。

## 歴代会長
ドイツ数学会は1995以前は chairperson 、以降は president が代表を務めている。
- 1890–1893: ゲオルク・カントール
- 1894: パウル・ゴルダン
- 1895, 1904: ハインリッヒ・マルチン・ウェーバー（英語版、ドイツ語版）
- 1896, 1907: アレクサンダー・フォン・ブリル
- 1897, 1903 , 1908: フェリックス・クライン
- 1898: アーベル・フォス（英語版、ドイツ語版）
- 1899: マックス・ネーター（英語版、ドイツ語版）
- 1900: ダフィット・ヒルベルト
- 1901, 1912: ヴァルター・フォン・ディック（英語版、ドイツ語版）
- 1902: ヴィルヘルム・フランツ・マイヤー
- 1905: パウル・ステッケル（英語版、ドイツ語版）
- 1906: アルフレート・プリングスハイム
- 1909: マルティン・クラウゼ（英語版、ドイツ語版）
- 1910: フリードリヒ・エンゲル（英語版、ドイツ語版）
- 1911: フリードリヒ・シューア
- 1913: カール・ローン（英語版、ドイツ語版）
- 1914: カール・ルンゲ
- 1915: セバスチャン・フィンスターワルダー（英語版、ドイツ語版）
- 1916: ルートヴィヒ・キーペルト
- 1917: クルト・ヘンゼル
- 1918: オットー・ヘルダー
- 1919: ハンス・カール・フリードリヒ・フォン・マンゴルト（英語版、ドイツ語版）
- 1920: ロベルト・フリッケ（英語版、ドイツ語版）
- 1921: エトムント・ランダウ
- 1922: アルトゥール・モーリッツ・シェーンフリース
- 1923: エーリッヒ・ヘッケ
- 1924: オットー・ブルーメンタ―ル（英語版、ドイツ語版）
- 1925: ハインリヒ・ティーツェ（英語版、ドイツ語版）
- 1926: ハンス・ハーン
- 1927: フリードリヒ・シューリンク（英語版、ドイツ語版）
- 1928, 1936: エルハルト・シュミット
- 1929: アドルフ・クネーザー（英語版、ドイツ語版）
- 1930: ルドルフ・ローテ（英語版、ドイツ語版）
- 1931: エルンスト・シギスムント・フィッシャー（英語版、ドイツ語版）
- 1932: ヘルマン・ヴァイル
- 1933: リヒャルト・バルドゥス（英語版、ドイツ語版）
- 1934: オスカー・ペロン（英語版、ドイツ語版）
- 1935: ゲオルク・ハメル（英語版、ドイツ語版）
- 1937: ヴァルター・リーツマン（ドイツ語版）
- 1938–1945: ヴィルヘルム・ジュース
- 1946: クルト・ライデマイスター
- 1948–1952: エーリヒ・カムケ（英語版、ドイツ語版）
- 1953, 1955: ゲオルグ・ネーベリンク（英語版、ドイツ語版）
- 1954: ヘルムート・クネーザー
- 1956: カール＝ハインリヒ・ヴァイゼ（英語版、ドイツ語版）
- 1957: イマヌエル・スペルナー（英語版、ドイツ語版）
- 1958: ゴットフリート・ケーテ（英語版、ドイツ語版）
- 1959: ヴィリ・リノウ（英語版、ドイツ語版）
- 1960: ヴィルヘルム・マアク（ドイツ語版）
- 1961: オット・ハインリヒ・ケラー（英語版、ドイツ語版）
- 1962: フリードリッヒ・ヒルツェブルフ
- 1963: ヴォルフガンク・ハーク（英語版、ドイツ語版）
- 1964–1965: ハインリヒ・ベーンケ
- 1966: カール・シュタイン（英語版、ドイツ語版）
- 1967: ヴォルフガンク・フランツ（英語版、ドイツ語版）
- 1968–1977: マルティン・バーナー（英語版、ドイツ語版）
- 1977: ハインツ・バウアー（英語版、ドイツ語版）
- 1978, 1979: ヘルマン・ウィッティンク（ドイツ語版）
- 1980–1981: ゲルト・フィッシャー（ドイツ語版）
- 1982–1983: ヘルムート・ヴェルナー（ドイツ語版）
- 1984–1985: アルブレヒト・ドルト（英語版、ドイツ語版）
- 1986–1987: ヴォルフガンク・シュワルツ（ドイツ語版）
- 1988–1989: de:Willi Törnig
- 1990: フリードリッヒ・ヒルツェブルフ
- 1991–1992: ウィンフレット・シャーラウ（英語版、ドイツ語版）
- 1993–1994: de:Martin Grötschel
- 1995–1997: イナ・ケルステン（英語版、ドイツ語版）
- 1998–1999: カール＝ハインツ・ホフマン（ドイツ語版、フランス語版）
- 2000–2001: de:Gernot Stroth
- 2002–2003: ペーター・グリッツマン（ドイツ語版）
- 2004–2005: ギュンター・ヴィルデンハイン（ドイツ語版）
- 2006–2008: ギュンター・M・ツィーグラー（英語版、ドイツ語版）
- 2009–2010: ヴォルフガンク・ラック（英語版、ドイツ語版）
- 2011–2012: クリスティアン・ベアー（英語版、ドイツ語版）
- 2013–2014: ユルク・クラーマー（ドイツ語版）
- 2015–2016: フォルカー・バッハ（ドイツ語版）
- 2017–2018: ミヒャエル レックナー（英語版、ドイツ語版）
- 2019–2020: フリードリヒ・ゲッツェ（英語版、ドイツ語版）
- 2021–2022: イルカ・アグリコラ（英語版、ドイツ語版）
- 2023–2024: ヨハヒム・エッシャー（ドイツ語版）
- 2025-2026: ユルク・クラーマー（ドイツ語版）